# العبر (جحانة)

تعديل مصدري - تعديل

العبر هي إحدى قرى عزلة مسور بمديرية جحانة التابعة لمحافظة صنعاء، بلغ تعداد سكانها 829 نسمة حسب تعداد اليمن لعام 2004.